# Louville (cráter)

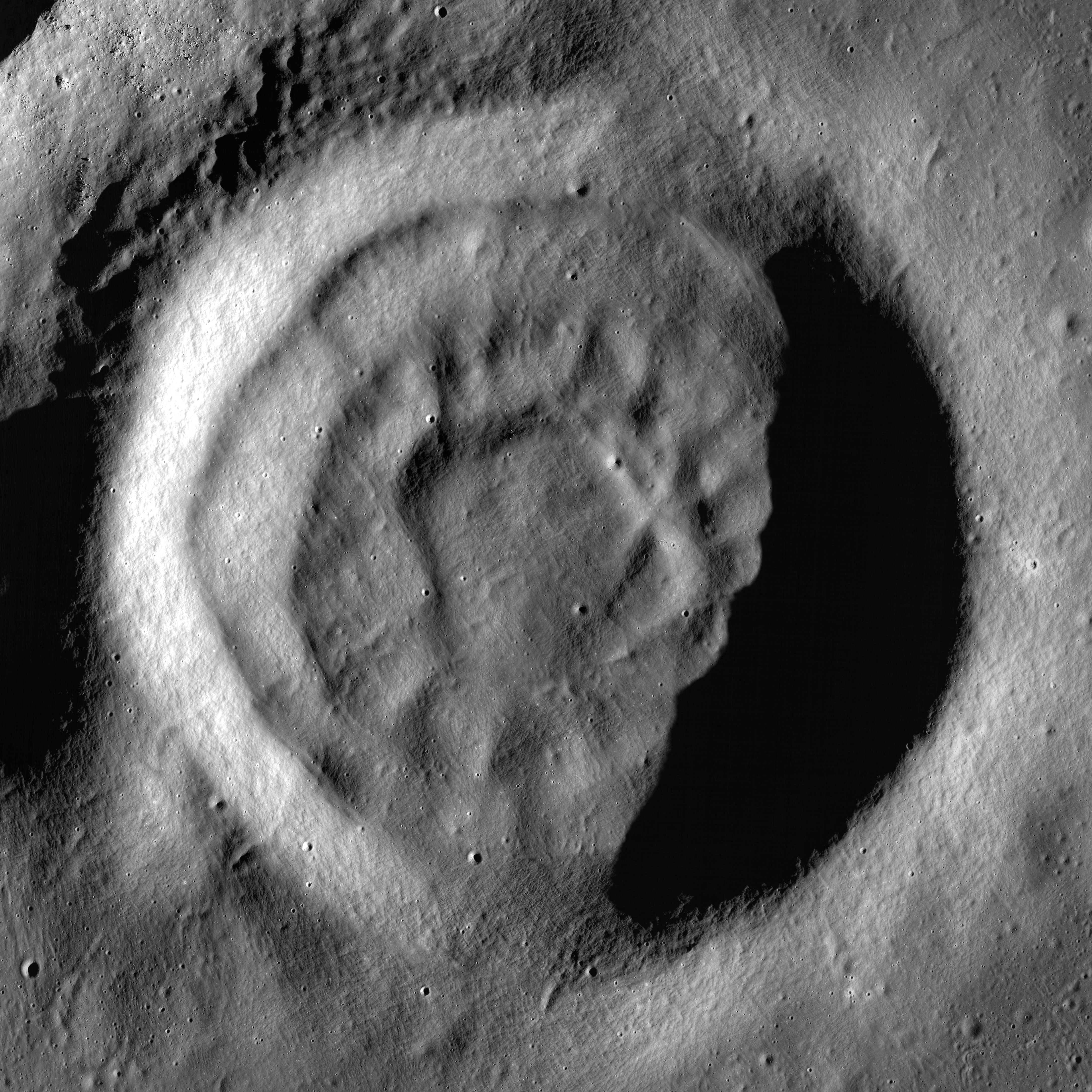
Cráter Louville DA (Imagen LRO)

Louville es un cráter de impacto lunar que se encuentra en el borde occidental del Sinus Roris, una bahía en la parte norte del Oceanus Procellarum, al noroeste del cráter Mairan, en una sección triangular de terreno continental al oeste del Sinus Iridum y el Mare Imbrium.
|  |

Esta formación de cráteres ha sido muy erosionada por numerosos impactos, hasta el punto de que la superficie es algo difícil de distinguir del terreno accidentado circundante, quedando reducida a una depresión irregular en la superficie con rasgos desgastados y desiguales. El pequeño cráter Louville B se halla en el borde occidental, mientras que Louville A aparece justo al sureste.
Al oeste, atravesando el mar lunar, se localiza una grieta larga y delgada denominada Rima Sharp, que sigue un rumbo generalmente norte-sur, comenzando al noroeste de Louville y continuando hasta que termina al sur-sudoeste. El diámetro envolvente de esta formación es de 107 km.

## Cráteres satélite
Por convención estos elementos son identificados en los mapas lunares poniendo la letra en el lado del punto medio del cráter que está más cercano a Louville.
|          | \| Louville \| Coordenadas \| Diámetro \| \| -------- \| ----------------------------- \| -------- \| \| A \| 43°12′N 45°18′O / 43.2, -45.3 \| 8 km \| \| B \| 44°00′N 46°30′O / 44.0, -46.5 \| 8 km \| \| D \| 46°54′N 52°06′O / 46.9, -52.1 \| 7 km \| \| DA \| 46°36′N 51°42′O / 46.6, -51.7 \| 11 km \| \| E \| 43°06′N 45°54′O / 43.1, -45.9 \| 6 km \| \| K \| 46°48′N 55°12′O / 46.8, -55.2 \| 5 km \| \| P \| 45°36′N 52°12′O / 45.6, -52.2 \| 7 km \| |          |
| Louville | Coordenadas | Diámetro |
| A        | 43°12′N 45°18′O / 43.2, -45.3 | 8 km     |
| B        | 44°00′N 46°30′O / 44.0, -46.5 | 8 km     |
| D        | 46°54′N 52°06′O / 46.9, -52.1 | 7 km     |
| DA       | 46°36′N 51°42′O / 46.6, -51.7 | 11 km    |
| E        | 43°06′N 45°54′O / 43.1, -45.9 | 6 km     |
| K        | 46°48′N 55°12′O / 46.8, -55.2 | 5 km     |
| P        | 45°36′N 52°12′O / 45.6, -52.2 | 7 km     |